# Олмо ал Брембо
О̀лмо ал Брѐмбо (на италиански: Olmo al Brembo; на ломбардски: Ulem, Улем) е село и община в Северна Италия, провинция Бергамо, регион Ломбардия. Разположено е на 556 m надморска височина. Населението на общината е 500 души (към 2017 г.).